# Il libro di Arda Viraf
Il libro di Ardā Wīrāz è un testo religioso zoroastriano che descrive il viaggio onirico di un devoto zoroastriano nell'aldilà. L'opera è stata più volte comparata alla Divina Commedia di Dante.

Prima pagina del manoscritto K. 20 della Royal Library of Copenhagen.

## Aspetti generali dell’opera
L'Ardā Wīrāz Nāmag narra il viaggio del devoto zoroastriano Wīrāz nell’aldilà, viaggio che lo condurrà alla visione dell’Inferno e del Paradiso. Per tale motivo si è molto discusso se potesse in qualche modo essere una fonte di ispirazione diretta della Divina Commedia di Dante Alighieri. Vi sono stati numerosi studi al riguardo, da cui è risultato che questa possibile influenza sia stata soltanto indiretta. Dante potrebbe esser stato a conoscenza di tematiche dell’escatologia iranica tramite fonti ebraiche ed arabe.
Il viaggio all'Inferno fa riferimento ad una tipologia di poesia mantica ben attestata, pertanto è più corretto parlare di un’ispirazione generica piuttosto che di una derivazione da un’opera specifica. Sicuramente risulta più interessante confrontare quest’opera con la seconda parte dell’iscrizione di Kerdīr (si veda la sezione ‘Confronto con altre fonti’). Gignoux ha voluto vedere una testimonianza dell’esistenza di esperienze estatiche nell’Iran del periodo sasanide in continuità con i periodi precedenti.
Le pene che venivano inflitte ai dannati potrebbero compararsi alle torture che subirono i martiri manichei e cristiani durante le persecuzioni dell’epoca sasanide. Nei frammenti manichei di Turfan e nei martirologi orientali vi sono testimonianze ricche di particolari. Uno dei tratti più comuni nella letteratura pahlavi è proprio l’escatologia individuale e collettiva. Quest’opera è infatti considerata una delle fonti principali per la conoscenza delle dottrine dell’antico Iran e nel campo dell’escatologia è ritenuta una pietra miliare.

## Titolo del libro
Il nome del protagonista della storia, Ardā Wīrāz, è stato variamente interpretato. Si cercherà di chiarire il problema senza poter dare una soluzione definitiva. Secondo l'Encyclopædia Iranica gli studiosi citano il protagonista con il nome di Wirāf, anche se la forma di questo nome nell’Avesta è Virāza. Gignoux dal canto suo afferma che a causa dell’ambiguità della grafia pahlavi il nome del protagonista si può leggere sia come Vīrāb/Vīrāf che come Vīrāz.
Sulla stessa scia Cereti afferma che effettivamente la tradizione persiana conserva la forma Vīrāf, mentre la difficile interpretazione dell’ortografia gwnrp è conservata in siriaco. Pertanto, è preferibile la lettura di Wirāf, che si può paragonare alla forma avestica Virāza-. Le forme sanscrita e pazand del nome sono scritte come Virāz, dove la prima vocale è comunque lunga.
Dopo vari studi per interpretare l’epiteto del protagonista dell'Ardā Wīrāz Nāmag, nel 1979 Gnoli ha mostrato l’unità sostanziale della nozione, principalmente escatologica di *ṛtavan- che rimanda all'epiteto Ardā e che Srōŝ, una delle sue guide, attribuisce al protagonista quando egli raggiunge l’aldilà.
Wīrāz è il nome del devoto sacerdote zoroastriano, Ardā è un epiteto che può essere tradotto con la forma il “giusto” e Nāmag si traduce semplicemente con “libro”.

## Datazione storica
Le implicazioni storiche dell’opera sono difficili da affrontare. Si dovrebbero determinare i differenti livelli della composizione di un testo. Tuttavia, ciò richiederebbe una considerevole ricerca comparativa. Si può fissare solamente, in modo approssimativo, un termine ante quem, corrispondente alla data di redazione del più antico manoscritto conosciuto, che molto probabilmente era una copia di un manoscritto più antico. I libri mazdei, secondo l’opinione diffusa, risalgono circa al IX secolo, Gignoux ha cercato di respingere quella data, tentando di dimostrare che l’AVN avrebbe potuto essere rielaborato fino al X-XI secolo.
L’opera è redatta in persiano medio. Non è nota la data dell’opera, ma il prof. Charles Horne in The Sacred Books e Early Literature of the East ha presupposto che questo libro sia stato scritto abbastanza tardi nella storia dello zoroastrismo, nell'era sasanide (dal 224 al 651 d.C.), periodo in cui la religione zoroastriana ebbe un risveglio promosso dallo stato. Invece molti studiosi sono concordi nell'affermare che la datazione del testo sia collocabile intorno al X-XI secolo.

## Trama
Il protagonista dell'Ardā Wīrāz Nāmag, in un contesto abbastanza singolare, effettua un viaggio dell’anima extracorporeo. Wirāz viene scelto, per la sua virtù e la sua pietà, per intraprendere un viaggio verso l’aldilà con lo scopo di dimostrare la verità della credenza zoroastriana, dopo un periodo in cui l’Iran era stato scosso dalla diffusione di religioni di origine straniera. Sarà l’intera comunità, riunitasi nel tempio del fuoco di Ādur Farnbag, a designare Wirāz per questa missione. Gli viene richiesto di bere una bevanda narcotica. Le sue sette mogli, che erano le sue sette sorelle secondo la pratica del matrimonio consanguineo, si opposero allo svolgimento di questa prova, ma alla fine acconsentirono. Il protagonista rimase incosciente per sette notti e sette giorni, periodo durante il quale le sue mogli/sorelle e gli altri lo videro e pregarono attraverso la recitazione dei testi di Avesta e Zand.
Non appena l’anima di Wirāz arrivò nell’aldilà fu accolto da una bella donna chiamata Dēn, rappresentante la sua virtù e la sua fede. Il racconto del viaggio inizia nel quarto capitolo quando il protagonista, dopo aver attraversato il ponte Chinwad, viene condotto da Srōŝ “il pio” e da Ādur “l’angelo” attraverso la traccia stellare, la pietra lunare e la pista del sole, tutti luoghi che si trovano fuori dal Paradiso e che erano riservati ai virtuosi. Dal quarto al decimo capitolo Srōŝ e Ādur guidano il protagonista attraverso le esperienze post mortem fino ad arrivare al luminoso Paradiso, Garōdmān, dove però il dio Ādur gli conferisce l’epiteto di xwēd-ēzm “dal legno umido”, rimproverandolo per il legno verde posto da lui sul fuoco. Wirāz ha la possibilità di incontrare in cielo Ahura Mazdā, che gli fa vedere le anime dei beati, ognuna delle quali è descritta attraverso una visione idealizzata della vita che l’anima ha vissuto sulla terra. Dal decimo al centesimo capitolo vi sono le descrizioni del viaggio dell’anima all'Inferno, con una dettagliata descrizione delle pene, molto frequentemente a sfondo sessuale, a cui vengono sottoposti i dannati. La parte migliore a livello letterario, così come per la Divina Commedia, si trova proprio in questo frammento della narrazione.
Una volta che Wīrāz completa il suo viaggio visionario gli viene detto da Ahura Mazdā che la religione zoroastriana è l’unico stile di vita da seguire e che, sia in prosperità che in avversità, dovrebbe essere tutelata e preservata. Ahura Mazdā esorta quindi Wirāz a tornare nel mondo per svelare ciò che ha visto. Quando ritorna nel suo corpo, il protagonista racconta le esperienze che ha vissuto. Circa il sessanta percento del testo è occupato dall'elenco di punizioni e reati ed è molto più sviluppato ed esplicito, soprattutto per ciò che concerne l’area dei peccati sessuali, rispetto all'elenco dei premi.

## Redazioni dell'AVN
L'Ardā Wīrāz Nāmag ha goduto nei secoli, grazie alla sua popolarità, di numerose traduzioni. La tradizione manoscritta, oltre ovviamente al testo pahlavi, ne conserva versioni differenti in sanscrito, persiano, gujrati e pāzand. La diversità tra queste redazioni dimostra una complessità nella trasmissione, sia orale che scritta.
La prima traduzione fu quella inglese di Pope che però si basò sulle redazioni in gujrati e persiana. Si dovrà attendere il diciannovesimo secolo per la pubblicazione del testo pahlavi. Haug e West nel 1872 pubblicarono, basandosi per lo più sulla comparazione di vari manoscritti effettuata dal Dastur Hoshang JamaspAsa, l’edizione che viene considerata come il testo di riferimento dell’Ardā Wīrāz Nāmag. Nel 1874 apparve successivamente un glossario che andava a completare l’impresa svolta.
Barthélemy, appena tre anni dopo, ne diede alle stampe una versione francese. In India vennero messe in luce varie traduzioni, più o meno divulgative, a cavallo del secolo. Ma tralasciando queste traduzioni è importante ricordare lo studio di Moʿin, risalente alla metà degli anni cinquanta e apparso in Iran. Recentemente si evidenziano la tesi di Gobrecht (1965) e in particolare lo studio glottologico e filologico molto dettagliato pubblicato da Belardi nel 1979, che però si limita ai primi due capitoli.
L’edizione che presenta la traduzione più affidabile è quella di Gignoux del 1984. Successivamente, nel 1986, Vahman ne dà alle stampe una nuova versione inglese, nonostante avesse già compilato un glossario del Libro di Ardā Wīrāz.

## I problemi della redazione letteraria
All’interno della composizione dell’opera si notano ripetizioni e a volte incongruenze che non sono da attribuire solamente ad una distrazione dello scriba, ma che manifestano adattamenti disordinati e successivi. Analizziamo nello specifico alcuni problemi di trasmissione.
- Dal settimo al nono capitolo, le tre categorie della rettitudine confinate nei tre luoghi delle stelle, della luna e del sole, sono degradate in modo negativo e con poca distinzione.
- Ci sono vari difetti di sintassi che dimostrano il cattivo stato del testo.
- La ripetizione dell’elenco dei primi fedeli della comunità zoroastriana, che si riscontra nell'undicesimo capitolo, può essere spiegata solo da una preoccupazione del reclutatore di completare questa prima lista.
- Appare per ben due volte la descrizione dell’Inferno. In particolare la si trova nel capitolo diciotto, che è il capitolo dove viene introdotta la seconda parte del libro (cioè quella della discesa negli inferi) e nei capitoli cinquantatré e cinquantaquattro.

La composizione dell’AVN appare influenzata non soltanto da accordi post-primari, ma anche da elementi lessicali e sintattici che denotano un tardo pahlavi, contaminato dal persiano classico. Tutto ciò è verificato da alcuni fatti che citeremo di seguito, che dimostrano come il testo sia stato rimaneggiato dopo la conquista araba.
- L’utilizzo di frequenti persianismi del testo, resi probabilmente noti per essere tipici tratti della letteratura paleocristiana.
- L’uso generalizzato della particella hamē. Essa viene utilizzata davanti ad un indicativo presente o ad un participio passato per indicare la ripetizione o la durata dell’azione.
- L’uso frequente, come nel persiano moderno, della particella be davanti ad un imperativo.
- L’apparizione frequente di kē utilizzata al posto di kū con il senso di “così che”.[4]

## Confronto con altre fonti
Come si è accennato inizialmente la narrazione di Wirāz non è da considerarsi unica, in quanto i parallelismi si riscontrano in altre fonti. Ci si riferisce alle fonti più datate delle iscrizioni monumentali del sacerdote Kerdīr a Naqsh-e Rajab (III secolo) e della leggenda di Zoroastro che si trova nel settimo libro di Dēnkard.' In quest’ultima opera viene rappresentata l’esitazione del re Wištāsp ad unirsi alla nuova religione. Tuttavia, dopo aver compiuto il suo viaggio extraterrestre, il re risolverà ogni suo dubbio. Per quanto riguarda Kerdīr rimane il tema del viaggio extracorporeo, in cui il protagonista avrà una visione dell’Inferno e del Paradiso, ma anche in questo caso egli cercherà di risolvere le sue incertezze trovando conferma dell’efficacia della nuova religione. Pertanto, in una parte di letteratura visionaria, il tema del dubbio risulta essere implicito.
Il parallelo tra l’Ardā Wīrāz Nāmag e le iscrizioni di Kerdīr è molto evidente e l’interesse escatologico è stato dimostrato soltanto recentemente. Le iscrizioni del sacerdote Kerdīr, essendo databili, sono importanti per la storia delle dottrine sull’aldilà. Nonostante la natura frammentaria del testo, esse ci forniscono un quadro preciso del tempo che è spesso assente nella storia della religione nell’antico Iran. Confrontando le due opere si può notare che le iscrizioni di Kerdīr non ci forniscono, come si nota nell’AVN, una descrizione dettagliata del Paradiso e dell’Inferno. Tuttavia si riscontrano alcuni temi caratteristici dell’escatologia iraniana, come ad esempio il ponte di Chinwad. Il motivo del viaggio nell’aldilà in entrambi i casi è apparentemente identico, cioè andare a verificare delle dottrine escatologiche. Una volta compiuto questo viaggio dell’anima il Mago Kerdīr e il protagonista dell’AVN diventano più fiduciosi e risolvono le loro incertezze.
Le visioni di Wirāz e Kerdīr sono state spesso contrapposte e paragonate con un’altra opera molto importante, il Kitāb al-Miʽrāǵ, ossia il Libro della Scala. Si tratta di un testo escatologico arabo-spagnolo che narra il viaggio compiuto da Maometto nell'aldilà guidato dall'angelo Gabriele. Attraverso la scala che dà il titolo all'opera, Maometto sale al Paradiso. Il racconto prosegue con la visita delle terre infernali, dove c’è la raffigurazione dei tormenti delle anime. Secondo alcuni studiosi, tra cui Tisdall, l'Ardā Wīrāz Nāmag  fu la fonte di ispirazione del Libro della Scala. Tisdall sostenne che l’AVN fosse stato composto circa 400 anni prima dell'hijra.
In realtà i testi zoroastriani ed islamici hanno pochi dettagli in comune; probabilmente l’unico dettaglio riguarda la comparazione che si può effettuare tra il ponte di Chinwad dell’AVN e il ponte dell’Inferno indicato nella letteratura degli hadith.